# Менакер, Леонид Исаакович
Леони́д Исаа́кович Мена́кер (12 сентября 1929, Ленинград, СССР — 21 апреля 2012, Санкт-Петербург, Россия) — советский и российский кинорежиссёр и сценарист, профессор Санкт-Петербургского университета кино и телевидения; заслуженный деятель искусств РСФСР (1986).

## Биография
Родился в Ленинграде в семье режиссёра киностудии «Ленфильм» Исаака Михайловича Менакера и Анны Ефимовны Менакер (урождённой Гринберг). После эвакуации жил в Москве в семье дяди — эстрадного артиста А. С. Менакера. В 1960 году окончил факультет драматического искусства Ленинградского театрального института (режиссёрское отделение). В 1954—1964 годах — режиссёр театра имени Ленсовета. С 1964 года — режиссёр киностудии «[Ленфильм]». С 1994 по 2009 год руководил мастерской кинорежиссуры Санкт-Петербургского института кино и телевидения.
Снял кинокартины «Жаворонок» (1965) (конкурсная программа Каннского кинофестиваля), «Не забудь… станция Луговая» (1966), «Ночная смена» (1970), «Опознание» (1970), «Рассказ о простой вещи» (1975), «Молодая жена» (1978), «Последний побег» (1980), «Никколо Паганини» (1982), «Завещание профессора Доуэля» (1984), «Последняя дорога» (1986), «Собачий пир» (1990), а также музыкальные телефильмы «Город и песня» (1970) и «Мелодии города». 
Автор книг «Волшебный фонарь» (на автобиографическом материале), «Цареубийцы» (исторические киноповести). На съёмках двух картин («Жаворонок» и «Не забудь…станция Луговая») сотрудничал с режиссёром Н. Ф. Курихиным.
Скончался 21 апреля 2012 года на 83-м году жизни в Санкт-Петербургской Мариинской больнице. Похоронен на кладбище в Комарово.

## Семья
- Жена — Алла Иосифовна Чернова, актриса.
- Двоюродные братья — Георгий Юрмин, детский писатель и Александр Белинский, режиссёр.
- Тётя и дядя — актёры Мария Миронова и Александр Менакер.
- Троюродные братья — А. А. Миронов, актёр, и К. А. Ласкари, балетмейстер.

## Фильмография

### Режиссёр
- 1964 — Жаворонок
- 1966 — Не забудь… станция Луговая
- 1968 — Город и песня (фильм-концерт)
- 1970 — Ночная смена
- 1973 — Опознание
- 1975 — Рассказ о простой вещи
- 1977 — Неоконченный разговор (короткометражный)
- 1978 — Молодая жена
- 1980 — Последний побег
- 1982 — Никколо Паганини (СССР, Болгария)
- 1984 — Завещание профессора Доуэля
- 1986 — Последняя дорога
- 1990 — Собачий пир

### Сценарист
- 1968 — Город и песня (фильм-концерт)
- 1973 — Опознание
- 1982 — Рассказ о простой вещи
- 1982 — Никколо Паганини (СССР, Болгария)
- 1984 — Завещание профессора Доуэля
- 1986 — Последняя дорога
- 1998 — Коронованный призрак
- 2012 — Служу Советскому Союзу!

## Награды и звания
- Орден Почёта (11 августа 2010 года) — за заслуги в развитии отечественной культуры и искусства, многолетнюю плодотворную деятельность[4].
- Орден Дружбы народов (1981)[1].
- Заслуженный деятель искусств РСФСР (3 октября 1986 года) — за заслуги в области советского киноискусства[5][1].